# コスモス434号
コスモス434号（コスモス434ごう、Kosmos 434、ロシア語: Космос 434）は、ソビエト連邦のLK最後の無人試験飛行である。4度のLK試験で最長燃焼時間となった。最終的には、186km×11,804 kmの軌道に入った。この試験により、この着陸船が飛行に耐え得ることが証明された。
LKは、ソ連月着陸船計画でこの段階まで行った唯一のものである。1980年 - 翌1981年には、この着陸船が核燃料を運んでいるのではないかという懸念があった。1981年8月22日にオーストラリア上空に大気圏再突入する際、ソビエト連邦外務省はオーストラリアで、コスモス434号は「月キャビンの実験ユニット」であると認めた。